# Necla Hibetullah Sultan
Necla Hibetullah Sultan (osmanská turečtina: نجله هبت الله سلطان‎; 15. května 1926, Nice – 6. října 2006, Madrid) byla osmanská princezna, dcera Şehzade Ömera Faruka, syna posledního chalífy Abdulmecida II. a Şehsuvar Hanımefendi. Její matka byla Rukiye Sabiha Sultan, dcera sultána Mehmeda VI. a Emine Nazikedy Kadınefendi.

## Život
Narodila se 15. května 1926 v Nice jako dcera Şehzade Ömera Faruka a Rukiye Sabihy Sultan. Byla třetí dcerou tohoto páru. Byla vnučkou Abdulmecida II. a Şehsuvar Hanımefendi z otcovy strany a Mehmeda VI. Emine Nazikedy Kadınefendi z matčiny strany.
Po zprávách o jejím narození jí její dědeček Abdulmecida II. pojmenoval Hibetullah, zatímco její druhý dědeček Mehmed VI. jí v telegramu ze Sanrema zaslal požehnání a pojmenoval jí Necla. Tím získala jméno Necla Hibetullah. Za několik hodin později přišel ze Sanrema telegram, kde bylo oznámeno úmrtí sultána Mehmeda VI., jen pár hodin po narození Necly.
Své dětství prožila ve Francii. Starala se o ní Behzade Hanım, která měla velmi špatný vztah s jejím dědečkem Abdulmecidem II. Snažila se Neclo postavit proti její babičce Şehsuvar. I přes tuto negativní stránku se o Neclu dobře starala. Roku 1938 odešla se svou rodinou do Egypta.
Roku 1940 se kvůli 2. světové válce její rodina dostala do chudoby, jelikož Abdulmecid II. nebyl schopen jim poslat peníze. Stejného roku se její sestry provdaly za egyptské prince. Neslişah Sultan se vdala za prince Muhammada Abdela Moneima a Hanzade Sultan za Muhammada Aliho.
Roku 1943 se v Káhiře provdala za egyptského prince Amra Ibrahima. Protože byly obě její sestry i ona provdány do stejné dynastie, získaly titul egyptských princezen. Spolu měli jedno dítě, a to prince Osmana Rifata narozené 20. května 1951 v Káhiře. Roku 1952 po vyhlášení Egypta republikou, odešla roku 1953 se svým manželem a synem do Švýcarska.
Její otec se zamiloval do jeho sestřenice Mihrişah Sultan, dcery korunního prince Şehzade Yusufa Izzeddina. Skutečnost byla taková že vztah prince Ömera a Sabihy Sultan se postupem času zhoršil. Ona a její sestry se postavily na stranu matky. Při výběru hlavy dynastie Osmanů byl zvolen prince Ahmed Nihad za kterého se postavila i Sabiha Sultan a její dcery. Na straně Ömera byla Mihrişah Sultan. Şehzade Ömer obvinil její matku za to že proti němu obrátila jejich dcery. Což se stalo záminkou pro rozvod, jelikož již miloval Mihrişah Sultan. Roku 1948 došlo k rozvodu jejích rodičů.
Po zrušení exilového zákona pro princezny v roce 1952 se její matka přestěhovala do Istanbulu. Roku 1977 Necla ovdověla.
Zemřela 6. října 2006 v Madridu ve věku 80 let. Dne 16. října bylo její tělo převezeno do Istanbulu. Pohřební obřad se konal v mešitě Bebek. Na pohřbu byla přítomna její sestra Neslişah Sultan, její syn Osman Rifat a další členové Osmanské dynastie. Pohřbena byla vedle její matky a sestry Hanzade na hřbitově Aşiyan Asri v Istanbulu.